# Новосончки окръг
Новосончки окръг (на полски: Powiat nowosądecki) е окръг в Южна Полша, Малополско войводство. Заема площ от 1549,80 км2. Административен център е град Нови Сонч.

## География
Окръгът се намира в историческия регион Малополша. Разположен е край границата със Словакия в югоизточната част на войводството.

## Население
Населението на окръга възлиза на 208 715 души (2012 г.). Гъстотата е 135 души/км2.

## Административно деление
Администартивно окъга е разделен на 16 общини.
Градска община:
- Грибов

Градско-селски общини:
- Община Криница-Здруй
- Община Мушина
- Община Пивнична-Здруй
- Община Нови Сонч

Селски общини:
- Община Велка Камьонка
- Община Гродек над Дунайец
- Община Грибов
- Община Долна Лосошина
- Община Коженна
- Община Лабова
- Община Лонцко
- Община Навойова
- Община Подегродже
- Община Ритро
- Община Хелмец

## Фотогалерия
- Грибов
- Криница-Здруй
- Мушина
- Пивнична-Здруй
- Стари Сонч